# Wladislaw Wladimirowitsch Pantelejew
Wladislaw Wladimirowitsch Pantelejew (russisch Владислав Владимирович Пантелеев; * 15. August 1996 in Alexin) ist ein russischer Fußballspieler.

## Karriere

### Verein
Pantelejew begann seine Karriere bei Spartak Moskau. Im April 2014 spielte er erstmals für die Reserve Spartaks in der Perwenstwo PFL. In der Saison 2013/14 kam er zu neun Drittligaeinsätzen. In der Saison 2014/15 absolvierte er drei Spiele in der PFL, mit Spartak-2 stieg er zu Saisonende in die Perwenstwo FNL auf. Im März 2016 gab er dann sein Zweitligadebüt. In der Saison 2015/16 kam er zu acht Einsätzen in der FNL, in denen er einmal traf. In der Saison 2016/17 absolvierte er 32 Spiele und erzielte fünf Tore. Im September 2017 stand er erstmals im Kader der ersten Mannschaft, zum Einsatz kam er aber noch nicht. Für Spartak-2 kam er in der Spielzeit 2017/18 zu 34 Einsätzen und machte neun Tore. Im September 2018 gab er im Cup sein Debüt für die Profis der Moskauer. Anschließend spielte er im November 2018 gegen den FK Ufa auch erstmals in der Premjer-Liga. Bis zur Winterpause 2018/19 blieb dies sein einziger Erstligaeinsatz, für die Reserve erzielte er in der FNL zehn Tore in 20 Einsätzen.
Im Januar 2019 wechselte Pantelejew innerhalb der Premjer-Liga zu Rubin Kasan. In Kasan konnte er sich aber nicht durchsetzen und spielte bis Saisonende nur viermal für Rubin. Zur Saison 2019/20 zog der Offensivspieler dann weiter zum Ligakonkurrenten Arsenal Tula. Bei Arsenal kam er in seiner ersten Saison sechsmal zum Zug. In der Saison 2020/21 absolvierte er 19 Erstligaspiele. In der Saison 2021/22 kam er zu fünf Einsätzen in der Premjer-Liga, aus der er mit Tula zu Saisonende allerdings abstieg.

### Nationalmannschaft
Pantelejew spielte zwischen 2012 und 2018 elfmal für russische Jugendnationalteams.